# 芍薬居駅
芍薬居駅（しゃくやくきょえき）は、北京市朝陽区に位置する北京地下鉄10号線と13号線の駅。10号線の駅番号は非公開、13号線の駅番号は(1313)。

## 利用可能な鉄道路線
北京地下鉄
■10号線
■13号線

## 駅構造

### 10号線
島式ホーム1面2線の地下駅。地下2階にホームがある。ホームドアは開業当初から設置。
| 10号線ホーム (B2F) | ←10号線 巴溝方面 |
| 10号線ホーム (B2F) | 島式ホーム       |
| 10号線ホーム (B2F) | 10号線 勁松方面→ |

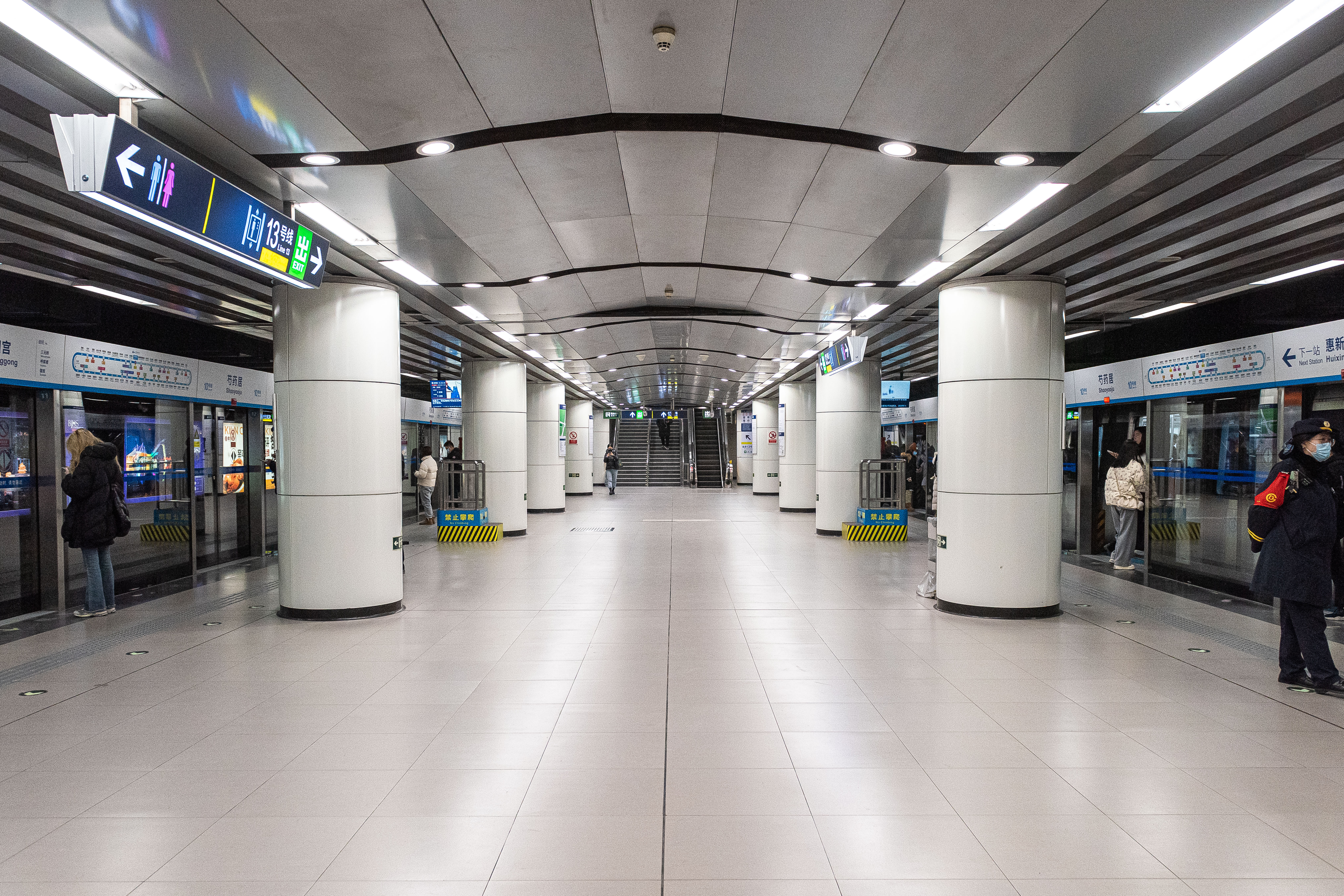
ホーム
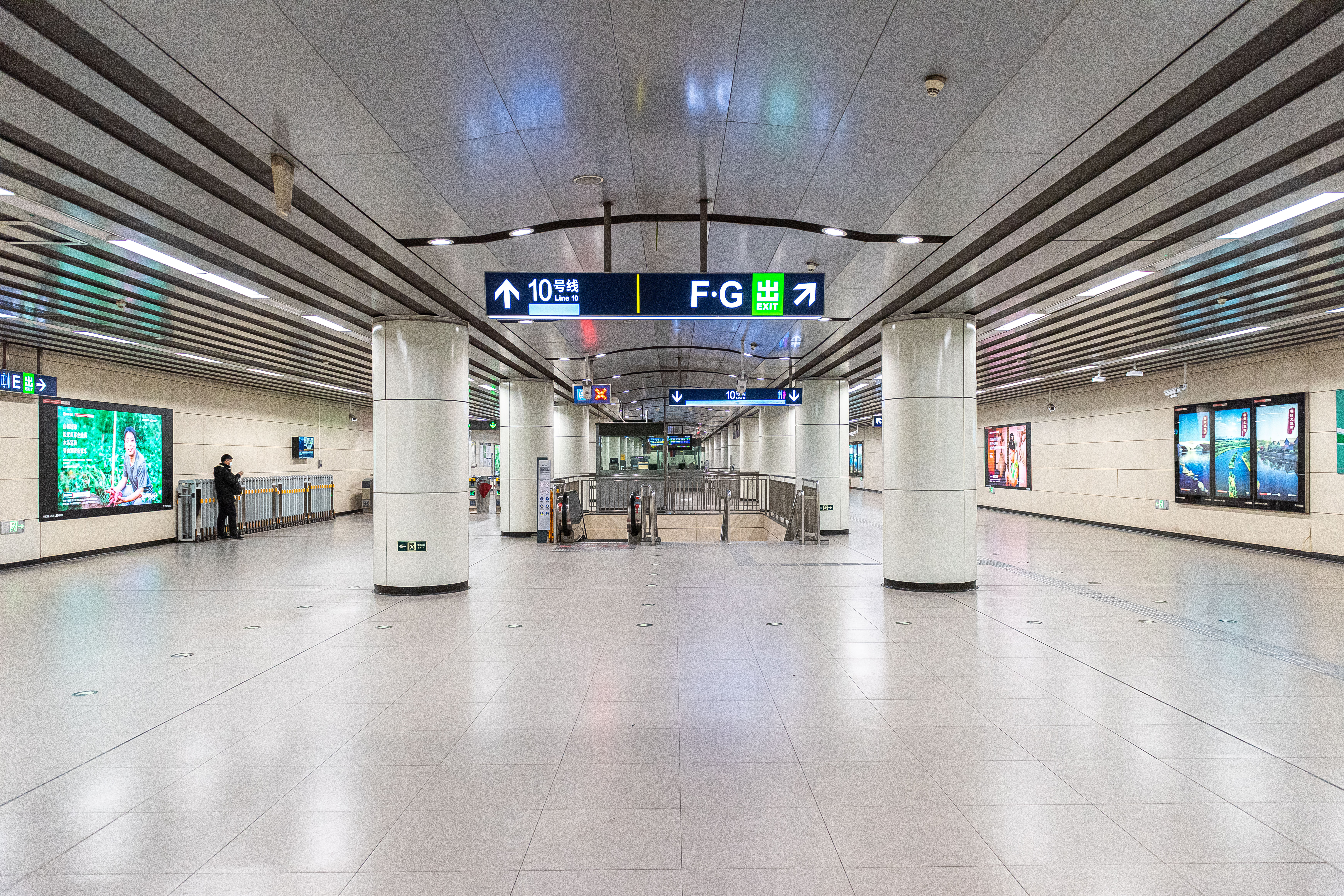

### 13号線
相対式ホーム2面2線の地上駅。ホームは京承高速道路の上下線の間に設置。
| 13号線のりば (1F) | 相対式ホーム       |
| 13号線のりば (1F) | ←13号線 西直門方面 |
| 13号線のりば (1F) | 13号線 東直門方面→ |
| 13号線のりば (1F) | 相対式ホーム       |

## 駅周辺
- 対外経済貿易大学
- 太陽宮
- 中日友好医院

## 歴史
- 2003年1月28日 - 13号線開業と共に開業。
- 2008年7月19日 - 10号線が開業し当駅に接続。

## 隣の駅
北京地下鉄
■10号線
恵新西街南口駅 - 芍薬居駅 - 太陽宮駅
■13号線
望京西駅 (1312) - 芍薬居駅 (1313) - 光煕門駅 (1314)
座標: 北緯39度58分33秒 東経116度25分51秒 / 北緯39.97572度 東経116.43072度